# Themus kurosawai
Themus kurosawai is een keversoort uit de familie soldaatjes (Cantharidae). De wetenschappelijke naam van de soort werd in 1982 gepubliceerd door Sato in Sato & Ishida.